# THALASSA FAMILIA r
THALASSA FAMILIA r（サラサファミリア）とは2011に誕生した身飾り品ブランドである。

## 概要
2011年に誕生した日本の総合的身飾り品ブランド名である。

### 会社名由来
ギリシャ語でTHALASSAは『海』を表し、FAMILIAは『家族』、rは『強い絆』を意味している。海を通して、人を繋ぎ、ブランドに関わる方々と家族のような強い絆を持ちたい。そのような由来。

### アトリエ
東京都渋谷区神宮前にあるペリーハウスの一角にTHALASSA FAMILIA r（サラサファミリア）はアトリエを構えている。サラサファミリアファッション（TF）レーベルのデザイン等を行うアトリエではあるが、THALASSA FAMILIA r（サラサファミリア）のレーベルの多くが展示されている。

### 主だった活動
- 2013年1月 Beauty Legs Contest at The PeninsulaTokyo - KenKuroが主催した東京一の美脚を競う『第一回東京美脚コンテスト」に THALASSA FAMILIA r衣装とアクセサリーを提供。
- 2013年4月 『Movin' on Mode』赤坂BLITZ THALASSA FAMILIA rアートダンスファッションショー - 現役ダンサー『SAYAKA』が総合演出したエンタテインメントスタイルのファッションショーMovin' on Modeを赤坂BLITZで行った。
- 2013年4月Joint creation 2013-2014 A/W 東京コレクション「DRESS people 〜不易な流行〜」JOTARO SAITO（着物デザイナーの斎藤上太郎） - THALASSA FAMILIA rが帯締めのカラーリング並びに装飾のコラボレーションした。
- 現代美術画家 笹田靖人×花人・赤井勝 「MIMIC」パーティー2013 - 近代美術作家笹田靖人がボールペン原画33点を初めて東京表参道旧CA4LAにて発表した際にTHALASSA FAMILIA rが総合演出を行った。
- 「ファッションズ・ナイト・アウト2013」 - ヴォーグ誌が主催するISHIDA表参道 WELCOME TO MY PARTY 2013のファッションショーにTHALASSA FAMILIA rのアクセサリーを提供した。

## その他
日本のシンガーソングライターのUnicoが2015年よりTHALASSA FAMILIA rのアンバサダーを務めている。